# Поповка (Новосибірська область)
Поповка (рос. Поповка) — селище у Карасуцькому районі Новосибірської області Російської Федерації.
Входить до складу муніципального утворення Знаменська сільрада. Населення становить 803 особи (2010).

## Історія
Згідно із законом від 2 червня 2004 року органом місцевого самоврядування є Знаменська сільрада.

## Населення
| 2002 | 2007 | 2010 |
| ---- | ---- | ---- |
| 832  | ↗859 | ↘803 |